# Selección femenina de baloncesto de Cabo Verde
La Selección de baloncesto de Cabo Verde es el equipo formado por jugadoras de nacionalidad caboverdiana que representa a la "Federación Caboverdiana de Baloncesto" en las competiciones internacionales organizadas por la Federación Internacional de Baloncesto (FIBA) o el Comité Olímpico Internacional (COI): los Juegos Olímpicos, Campeonato mundial de baloncesto y el AfroBasket femenino.
Ha disputado en tres ocasiones en el Afrobasket, debutando en el año 2005, en la que terminó en séptima posición. En las ediciones de 2007 y 2013 finalizó en novena posición.

## Historial

### Afrobasket
2005 = 7° Lugar
2007 = 9° Lugar
2013 = 9° Lugar